# Scytalopus unicolor
El churrín unicolor, tapaculo unicolor (en Perú) o tapacola unicolor (en Ecuador) (Scytalopus unicolor) es una especie de ave paseriforme perteneciente al numeroso género Scytalopus de la familia Rhinocryptidae. Es nativo de los Andes del noroeste de América del Sur.

## Distribución y hábitat
Se distribuye por la pendiente oriental de los Andes occidentales de Perú, en el sur de Cajamarca y La Libertad y adyacencias de Ecuador.
Es localmente bastante común en el sotobosque de selvas montanas húmedas y sus bordes, principalmente entre los 2000 y los 3250 m s. n. m. de altitud.

## Taxonomía
Es monotípica. Las especies Scytalopus latrans y S. parvirostris ya fueron consideradas como subespecies de la presente, pero difieren en la vocalización.